# Серебряков, Аполлон Алексеевич
Аполло́н Алексе́евич Серебряко́в (1812—1895) — инженер-генерал, член совета Министерства путей сообщения, начальник Николаевской железной дороги (1855—1864).

## Биография
Образование получил в Институте путей сообщения, по окончании которого 4 июля 1828 года был произведён в прапорщики, 2 июля 1829 года произведён в подпоручики, и 19 июля 1830 года, по окончании полного академического курса, вышел на действительную службу с чином поручика. Тотчас после того он был прикомандирован к действующей армии во время польской кампании и за отличие в делах против поляков в 1831 году был награждён орденом св. Анны 4-й степени с надписью «За храбрость».
По окончании войны Серебряков возвратился в ведомство путей сообщения. Он производил разные изыскания по водяным путям и находился при работах Огинского и Королёвского каналов. Он был замечен главноуправляющим графом Клейнмихелем во время объезда им работ и был взят им на должность инженера по особым поручениям при главноуправляющем. Вскоре граф Клейнмихель приблизил Серебрякова к себе, и последний всегда сопровождал графа во всех его поездках для осмотра работ и почти безотлучно находился при графе. Состоя при главноуправляющем, Серебряков, кроме исполнения разных экстренных поручений, состоял членом разных комитетов и в том числе членом комитета по сооружению моста через Неву. За это время Серебряков получил чины капитана (6 декабря 1834 года), майора (6 декабря 1843 года), подполковника (6 декабря 1844 года) и полковника (8 апреля 1851 года).
26 ноября 1853 года за беспорочную выслугу 25 лет в офицерских чинах он был награждён орденом св. Георгия 4-й степени (№ 9096 по кавалерскому списку Григоровича— Степанова); 30 апреля 1858 года получил чин генерал-майора.
20 мая 1868 года он был произведён в генерал-лейтенанты. В том же году, при преобразовании ведомства путей сообщения, когда военные чины переименовывались в гражданские, Серебряков зачислен был в корпус военных инженеров, на том основании, что он был Георгиевский кавалер. Тем не менее он продолжал свою службу в ведомстве путей сообщения и был назначен непременным членом совета. 20 января 1883 года Серебряков стал председателем административного отдела этого совета, занимая эту должность, несмотря на возраст, вплоть до конца жизни. Он неоднократно исполнял особые поручения, и за последнее из них 30 августа 1888 года был произведён в инженер-генералы.
А. А. Серебряков был женат на баронессе Юлии Ивановне Левенштерн, дочери генерала И. И. Левенштерна; имел детей: Софью Пущину (род. 1848), Леонида (1850—1909), Михаила (род. 1858), Владимира (1863—14.11.1883).

## Ордена
Среди наград Серебряков имел ордена:
- Орден Святой Анны 4-й степени (1831 год)
- Орден Святого Станислава 3-й степени (1840 год)
- Орден Святой Анны 3-й степени (1843 год)
- Орден Святого Владимира 4-й степени (1846 год)
- Орден Святой Анны 2-й степени (1848 год, императорская корона к этому ордену пожалована в 1853 году)
- Орден Святого Георгия 4-й степени (26 ноября 1853 года)
- Орден Святого Владимира 3-й степени (1855 год)
- Орден Святого Станислава 1-й степени (1860 год)
- Орден Святой Анны 1-й степени (1863 год)
- Орден Святого Владимира 2-й степени (1870 год)
- Орден Белого орла (1875 год)
- Орден Святого Александра Невского (116 апреля 1878 года; алмазные знаки ордена пожалованы 28 марта 1893 года)

Иностранные:
- Большой крест шведского ордена Полярной звезды (1875)